# Franz Lorenz
Franz Lorenz, Franciszek Lorenz, Franciszek Lorentz (ur. 1785 - zm. 16 października 1864 w Wiedniu) - urzędnik państwowy, dyplomata i urzędnik konsularny. 

## Życiorys
Był urzędnikiem Krajowego Gubernium Królestwa Galicji i Lodomerii we Lwowie; m.in. jako asystent (1809), rzeczywisty radca gubernialny (1820-1830). Powierzono mu pełnienie funkcji przedstawiciela Austrii w Krakowie, początkowo w randze chargé d’affaires, a następnie rezydenta i konsula generalnego (1830-1835). Po upadku powstania listopadowego umożliwił wyjazd z Krakowa prezesowi Rządu Narodowego Adamowi Jerzemu Czartoryskiemu oraz wodzowi naczelnemu gen. Janowi Skrzyneckiemu. Następnie powrócił do pracy w Gubernium we Lwowie (1835-), oraz pełnił funkcję naczelnika cyrkułu stanisławowskiego (1839–1846). Był członkiem Towarzystwa Naukowego Krakowskiego. Pochowany na cmentarzu Schmelzer Friedhof w Wiedniu.